# Angelo Anquilletti
Angelo Anquilletti (né le 25 avril 1943 à San Donato Milanese et mort le 9 janvier 2015) est un footballeur italien des années 1960 et 1970.

## Biographie
En tant que défenseur, Angelo Anquilletti est un international italien à deux reprises (1969) pour aucun but inscrit.
Il fait partie des joueurs sélectionnés pour l'Euro 1968, mais il ne joue aucun match et remporte ce tournoi.
Ses deux seules sélections sont honorées le 1er et le 5 janvier 1969, lors d'une tournée de l'Italie au Mexique, en vue de la Coupe du monde de football de 1970, contre le Mexique, qui se soldent par une victoire et un match nul.
Il commence en quatrième puis en troisième division avec l'AS Solbiatese (it), remportant une Série D en 1963. Puis il joue deux saisons à l'Atalanta Bergame, sans rien remporter. Il joue ensuite au Milan AC pendant onze saisons, remportant quatre coupes d'Italie, une Série A en 1968, deux C2, une Ligue des Champions en 1969 et une Coupe intercontinentale la même année. Il termine sa carrière à l'AC Monza, sans rien remporter.

## Clubs
- 1961-1964 :  Solbiatese (it)
- 1964-1966 :  Atalanta Bergame
- 1966-1977 :  Milan AC
- 1977-1979 :  AC Monza

## Palmarès
- Championnat d'Europe de football

- - Vainqueur en 1968
- Championnat d'Italie de football D4
  - Champion en 1963
- Coupe d'Italie de football
  - Vainqueur en 1968, en 1972, en 1973 et en 1977
  - Finaliste en 1971 et en 1975
- Championnat d'Italie de football
  - Champion en 1968
  - Vice-champion en 1969, en 1971, en 1972 et en 1973
- Coupe d'Europe des vainqueurs de coupe de football
  - Vainqueur en 1968 et en 1973
- Coupe des clubs champions
  - Vainqueur en 1969
- Supercoupe de l'UEFA
  - Finaliste en 1973
- Coupe intercontinentale
  - Vainqueur en 1969